# Mönchhof-Sägemühle
Die Mönchhof-Sägemühle ist ein kulturhistorisches und technisches Denkmal  der Gemeinde Waldachtal am Rand des Nordschwarzwaldes im Landkreis Freudenstadt. Die Mühle ist eine im Original erhaltene und voll funktionsfähige Sägemühle im Nord-Schwarzwald. Sie wurde erstmals 1435 als Besitztum des Klosters Bebenhausen bei Tübingen erwähnt.

Im östlichen Schwarzwald, etwa  in der Mitte zwischen Horb und Freudenstadt, befindet sich Waldachtal-Cresbach. Im zwei Kilometer entfernten Lützenhardt, in Vesperweiler, liegt das historische Sägewerk mit Wasserkraftantrieb.

## Mühlenbetrieb und Sägeeinrichtung

### Geschichte
Vesperweilers alter Ortskern an der Waldach („Flecka“ genannt) wurde von Mönchen des Klosters Bebenhausen im Jahr 1088 als eine Hofstelle gegründet. Die Wassermühle wurde an der Waldach im Waldachtal an einer wirtschaftlich günstigen Stelle der Waldach erbaut, wohl auch von den Mönchen bei oder auf der Hofstelle des Klosters. Die Mönchhof-Sägemühle wurde  erstmals 1435 als  Besitztum des Klosters Bebenhausen  bei Tübingen erwähnt.  Der voll funktionsfähige Antrieb der Säge datiert aus dem Jahr 1903. Auch heute noch ist die Sägemühle  voll funktionsfähig und in Betrieb.
Die Mühlenbesitzer führen die Sägemühle bereits in der  dritten Generation fort. Sie haben in jahrelanger Arbeit ein Denkmal geschaffen,  das die althergebrachte Wirtschaft und Lebensweise im Schwarzwald zeigt. Das technische Denkmal, ein Sägewerk als einzigartige Anlage  mit Wasserkraft und Riemenantrieb wie in früheren Jahrhunderten ist durch die Medien längst über das Waldachtal hinaus bekannt geworden.

### Technik
Die Sägemühle des ehemaligen Mönchhofes, die mindestens seit 1435 besteht, ist noch heute funktionstüchtig und führt neben dem Museumsbetrieb auch Lohnschnitt- und Schreinerarbeiten durch. Sie wird mit Wasserkraft betrieben; das Mühlrad hat einen Durchmesser von 6 Metern. Der heute verwendete Antriebsmechanismus stammt aus dem Jahr 1903. Mit der vollständigen Renovierung des Wasserrads (6,oo m) im Jahr 2005 wurden die Voraussetzungen geschaffen, umweltfreundlichen Strom zu erzeugen.

## Museum und Ausstellung
Die Mühle, ursprünglich im Besitz des Klosters Bebenhausen, befindet sich heute in Privatbesitz.
Im Museumsbetrieb bieten die Mühlenbesitzer Besichtigung, Führungen, handwerkliche Vorführungen und Ausstellungen an. Alte Holzbearbeitungsgeräte und landwirtschaftliche Maschinen komplettieren das Museumsangebot:
- die Mühle ist jeden Samstag ab 12 Uhr geöffnet und beginnt 14 Uhr mit einer Besichtigungstour

- Erlebnisführungen der Mühle finden 3-mal im Jahr statt – das Programm: „Vom Baumsamen zum fertigen Brett“.

Die Mühle ist am Deutschen Mühlentag (DMT) sowie am Tag des offenen Denkmals ganztags zu besichtigen. Weitere Termine können mit den Betreibern abgesprochen werden.

Im Jahr 2015 erfolgte die bundesweite offizielle Eröffnung des 22. Deutschen Mühlentags an der Mönchhofsäge.
Die Denkmalstiftung Baden-Württemberg ernannte die Anlage zum Denkmal des Monats Oktober 2016.